# Bückeburg
Bückeburg je německé město v Dolním Sasku (na hranici se zemí Severní Porýní-Vestfálsko), okrese Schaumburg, počet obyvatel se pohybuje okolo 20000. Od 17. století do roku 1919 sloužilo jako sídelní město hrabství a později knížectví Schaumburg-Lippe, poté až do roku 1946 jako hlavní město svobodného státu Schaumburg-Lippe. Město leží 50 km západně od Hannoveru a 10 km východně od Mindenu.